# Juristenvereniging Pro Vita
De Juristenvereniging Pro Vita (JPV) is een Nederlandse vereniging van juristen. De vereniging huldigt op het gebied van medische ethiek de zogenaamde pro-life-standpunten: vanaf de bevruchting is er sprake van beschermwaardig leven, en ook rondom het levenseinde moet het leven zo veel mogelijk beschermd worden.

## Geschiedenis, leden
De JPV is in 1983 opgericht. Ze ziet het recht op leven als een algemeen beginsel, onafhankelijk van de levensovertuiging. De leden hebben verschillende levensovertuigingen; de vereniging staat ook open voor niet-juristen die de doelstellingen onderschrijven. De vereniging had in augustus 2010 150 leden.

## Doelstellingen
De JPV zet zich vanuit bovenstaande visie in voor juridische bescherming van het leven van:
- menselijk embryo/ menselijke foetus
- ernstig gehandicapte pasgeborenen,
- terminaal zieken,
- comapatiënten,
- vergevorderde alzheimerpatiënten

De vereniging huldigt het standpunt dat de overheid de plicht heeft het "recht op leven" voor een ieder en in het bijzonder voor de genoemde groepen te waarborgen en beroept zich daarvoor op het Europees Verdrag voor de Rechten van de Mens.

## Werkwijze
De JPV tracht zijn doelstellingen te bereiken door o.a.
- deelname aan het maatschappelijk debat, zowel in de media als via de politiek,
- opstellen van brochures ten behoeve van artsenorganisaties e.a.,
- samen met het NAV uitgeven van een wetenschappelijk tijdschrift over medische ethiek,
- organiseren van symposia.

## Verwante organisaties
- Nederlands Artsenverbond
- Christian Medical Fellowship, richt zich vooral op artsen en tandartsen
- Prof.dr. G.A. Lindeboom Instituut
- Nederlandse Patiëntenvereniging, richt zich op patiënten